# وكيل الوزارة البرلماني لأوروبا
وكيل الوزارة البرلماني لأوروبا (وزير الدولة لأوروبا سابقًا) هو منصب وزاري في حكومة المملكة المتحدة مسؤول عن الشؤون والعلاقات مع أوروبا. يمكن أن يكون الوزير مسؤولاً أيضًا عن سياسة الحكومة تجاه الأمن الأوروبي، الدفاع والأمن الدولي، جزر فوكلاند، المناطق القطبية، الهجرة ، البروتوكول، الموارد البشرية، منظمة الأمن والتعاون في أوروبا ومجلس أوروبا ، العلاقات مع البرلمان، أقاليم ما وراء البحار البريطانية في جبل طارق ومناطق القواعد السيادية في قبرص، وزارة الخارجية والمالية والمعرفة والتكنولوجيا.